# Club Governance
Der Begriff Club Governance beschreibt informelle Kooperations- und Abstimmungsmechanismen zwischen zwei oder mehreren Staaten. Im Gegensatz zu den institutionalisierten Formen internationaler Kooperation – wie zum Beispiel den Vereinten Nationen (UN) oder der Europäischen Union (EU), ist eine solche transnationale Zusammenarbeit geprägt durch einen schwachen Institutionalisierungsgrad und einen in der Regel kleinen Teilnehmerkreis.
Club Governance stellt eine Möglichkeit globaler Politikgestaltung und Zusammenarbeit dar und wird somit zu den Formen von Global Governance gezählt. Bekannte Beispiele sind die informellen Treffen der Staatschefs der G8 (früher G6/G7), G5 oder G20, das IBSA-Dialogforum (India-Brazil-South-Africa-Forum) oder die Shanghaier Organisation für Zusammenarbeit (SOZ).